# Toxoneuron transversum
Toxoneuron transversum är en stekelart som först beskrevs av Mao 1949.  Toxoneuron transversum ingår i släktet Toxoneuron och familjen bracksteklar. Inga underarter finns listade i Catalogue of Life.